# Pierre Daumesnil
Pierre Daumesnil, general francés apodado Pata de palo, nacido en Périgueux el 14 de julio de 1776, muerto el 17 de agosto de 1832 en Vincennes.
Voluntario de la época de la Revolución francesa, sirvió primero como soldado raso en las guerras de Italia y de Egipto y pasó a ser guía de Napoleón Bonaparte, jefe de escuadrón de la guardia imperial en 1808. 
Perdió una pierna por un cañonazo en la Batalla de Wagram. En 1812, fue elevado al grado de general de brigada, y recibió del emperador para su retiro el gobierno del castillo de Vincennes. Se negó a entregar la fortaleza a los aliados que habían tomado la ciudad de París, el 31 de marzo de 1814. No entregando el castillo hasta la llegada de Luis XVIII en mayo. Durante los Cien Días, de nuevo gobernador, se negó a entregar la fortaleza hasta pasados cinco meses de la segunda abdicación de Napoleon en junio de 1815.
Producida la Revolución de 1830, el nuevo gobierno le devolvió el mando sobre el castillo. Donde murió de Cólera a los 56 años. 
- Datos: Q941565
- Multimedia: Pierre Daumesnil / Q941565